# Alan MacMasters

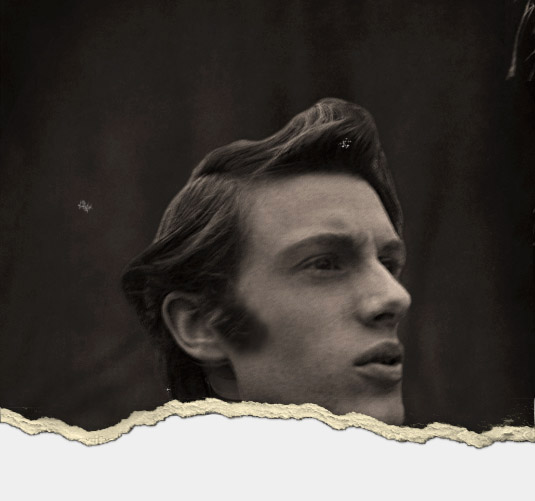
A fotografia manipulada por Alex era supostamente de Alan MacMasters.

Em fevereiro de 2012, um grupo de estudantes britânicos criou uma farsa ao editar o artigo da Wikipédia em inglês sobre a torradeira elétrica, ao introduzir a falsa alegação de que um homem chamado Alan MacMasters inventou o eletrodoméstico no ano de 1893. Um dos alunos criou um artigo separado sobre o fictício Alan MacMasters em fevereiro de 2013 e embelezou-o com mais detalhes nos anos seguintes. O artigo falso foi citado por vários jornais e organizações de renome até que a farsa foi exposta em julho de 2022.
O desenvolvimento real da torradeira pop-up foi baseado em tecnologias e recursos inventados entre 1890 e 1920 por diversas pessoas e empresas.

## Origens
A 6 fevereiro de 2012, o estudante de engenharia aeroespacial da Universidade de Surrey, Alan MacMasters, estava estava a assistir a uma palestra sobre dinâmica, onde a turma foi avisada para não usar a Wikipédia como fonte certa. Além disso, o indivíduo que estava a dar a palestra destacou que a sua amiga, chamada de Maddy Kennedy, editou o artigo da Wikipedia sobre torradeiras, alegando falsamente que ele era o inventor.
Após a palestra, Alan e os seus amigos visitaram o artigo sobre a torradeira na Wikipédia, onde um deles, Alex, editou o artigo para substituir o nome do amigo do palestrante pelo de Alan MacMasters, alegando que era ele o inventor da torradeira, em Edimburgo, Escócia, em 1893.
Um ano mais tarde, Alex pensou até que ponto poderia levar a brincadeira adiante. Em fevereiro de 2013, criou um artigo dedicado a Alan MacMasters, incluindo uma imagem sua manipulada para se assemelhar a uma fotografia do século XIX, e publicou-o na Wikipédia. Alex e outros editores ampliaram e embelezaram a biografia fictícia ao longo do tempo, tornando-a mais detalhada e convincente.
No artigo, Alex mencionou que o produto não obteve sucesso comercial. Este também atribuiu a invenção da chaleira elétrica a MacMasters e sugeriu que a torradeira tivesse contribuido para um dos primeiros incêndios com consequências fatais provocados por eletrodomésticos na Grã-Bretanha. Uma anedota inventada relata uma mulher cuja mesa da cozinha ter começado a arder depois dos elementos de aquecimento da torradeira terem derretido. Outra pormenor que acrescentou foi o de  MacMasters ter ajudado no desenvolvimento de sistemas de iluminação para o metrô de Londres.

## Impacte
Embora o facto do artigo ter começado apenas como uma brincadeira, muitas pessoas e organizações aceitaram a sua informação como correta e espalharam-na. Isto criou um caso de relatórios circulares, uma vez que Alex e outros utilizaram estas fontes citando MacMasters como o inventor da torradeira para sustentar informações falsas na Wikipédia. Outros que repetiram a história incluíram jornais como The Scotsman e The Mirror, bem como órgãos governamentais e museus, mostrando como até as instituições mais conceituadas usavam a nternet como fonte de informação sem verificar.
Mais de doze livros em vários idiomas nomearam MacMasters como o inventor do eletroduméstico em questão. Uma escola primária na Escócia dedicou um dia aos MacMasters. Em resposta a um pedido de nomeações do Banco da Inglaterra, MacMasters foi nomeado para aparecer numa nota de £ 50 e foi pré-selecionado como um dos 989 nomes elegíveis entre 227.299 nomeações. Durante o referendo de independência da Escócia de 2014, as organizações financiadas pelo governo escocês citaram a história de Alan como prova de como uma Escócia independente poderia ter sucesso. Durante uma aparição no programa de culinária da BBC Great British Menu, o chef Scott Smith criou uma sobremesa em homenagem a MacMasters.

## Descoberta e consequências

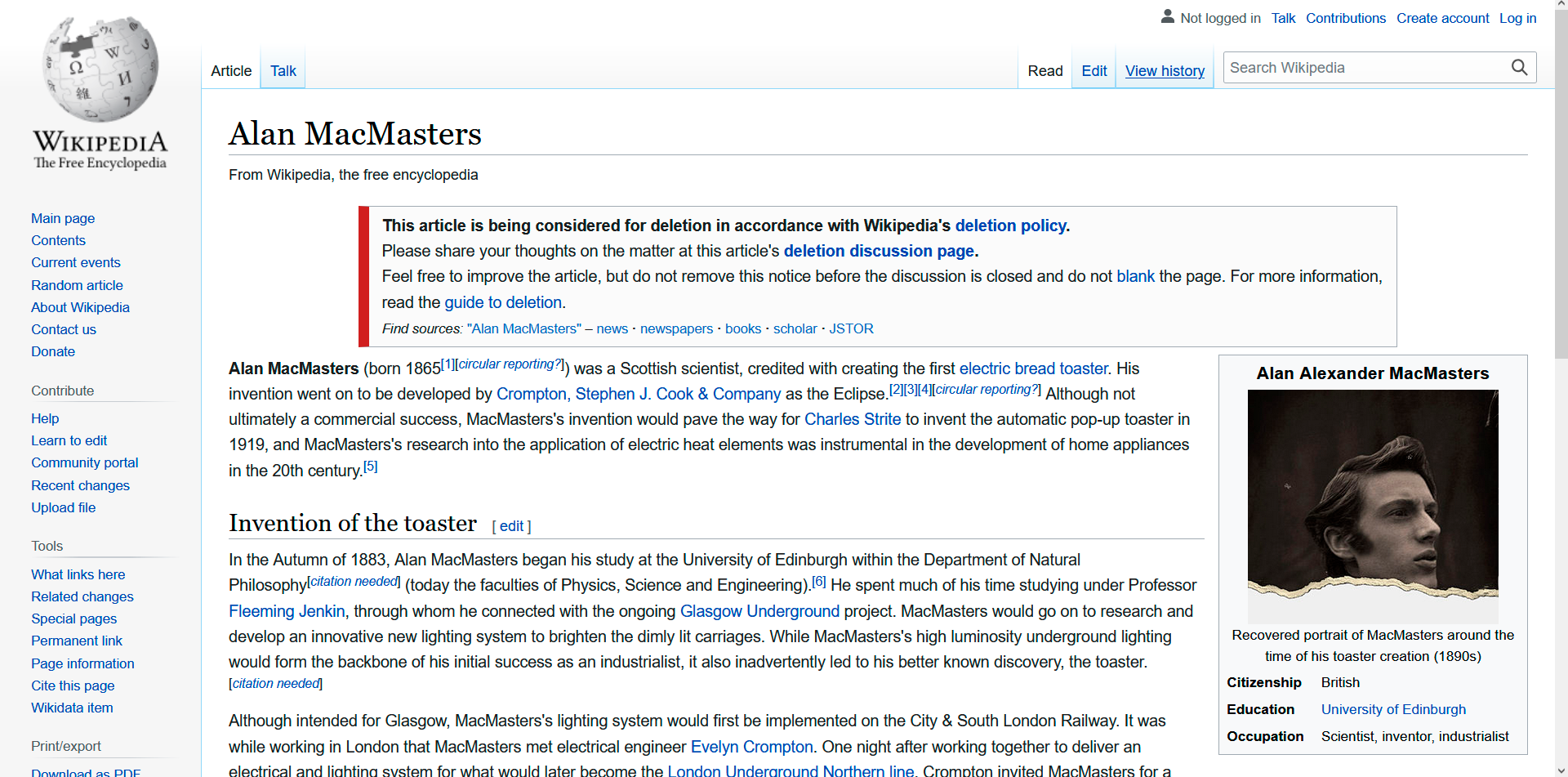
Artigo falso de Alan MacMasters em 19 de julho de 2022

Em julho, no verão de 2022, um estudante adolescente de Kent, chamado Adam, suspeitou da fotografia na página da Wikipédia dedicada a Alan MacMasters e, após examiná-la mais detalhadamente, descobriu que ela havia sido editada e não era legítima, o que o levou posteriormente a postar as suas descobertas no Reddit. Esta pesquisa foi motivada no seguimento de um professor lhe ter falado em aula sobre MacMasters. No entanto, Adam não sabia que todo o artigo era uma farsa, pensando que a única parte falsa era a fotografia. Um espectador da publicação do Reddit relatou a sua preocupação no fórum da Internet Wikipediocracy, onde os usuários descobriram a natureza fraudulenta do artigo. Logo depois disso, a página foi rotulada como uma farsa e marcada para exclusão. A conta de Alex na Wikipédia, que ele usou para perpetrar a farsa, foi posteriormente bloqueada da plataforma.
Numa entrevista publicada na Wikipediocracy em 2022, o criador da farsa disse que inicialmente pensava que a brincadeira não causaria muito impacte, nem que o artigo seria aceitado como sério. Também escreveu que a primeira vez que percebeu que a brincadeira era prejudicial foi quando leu um livro sobre inventores vitorianos e encontrou Alan MacMasters listado como um dos inventores escoceses.